# Louis Antoine de Saint-Just

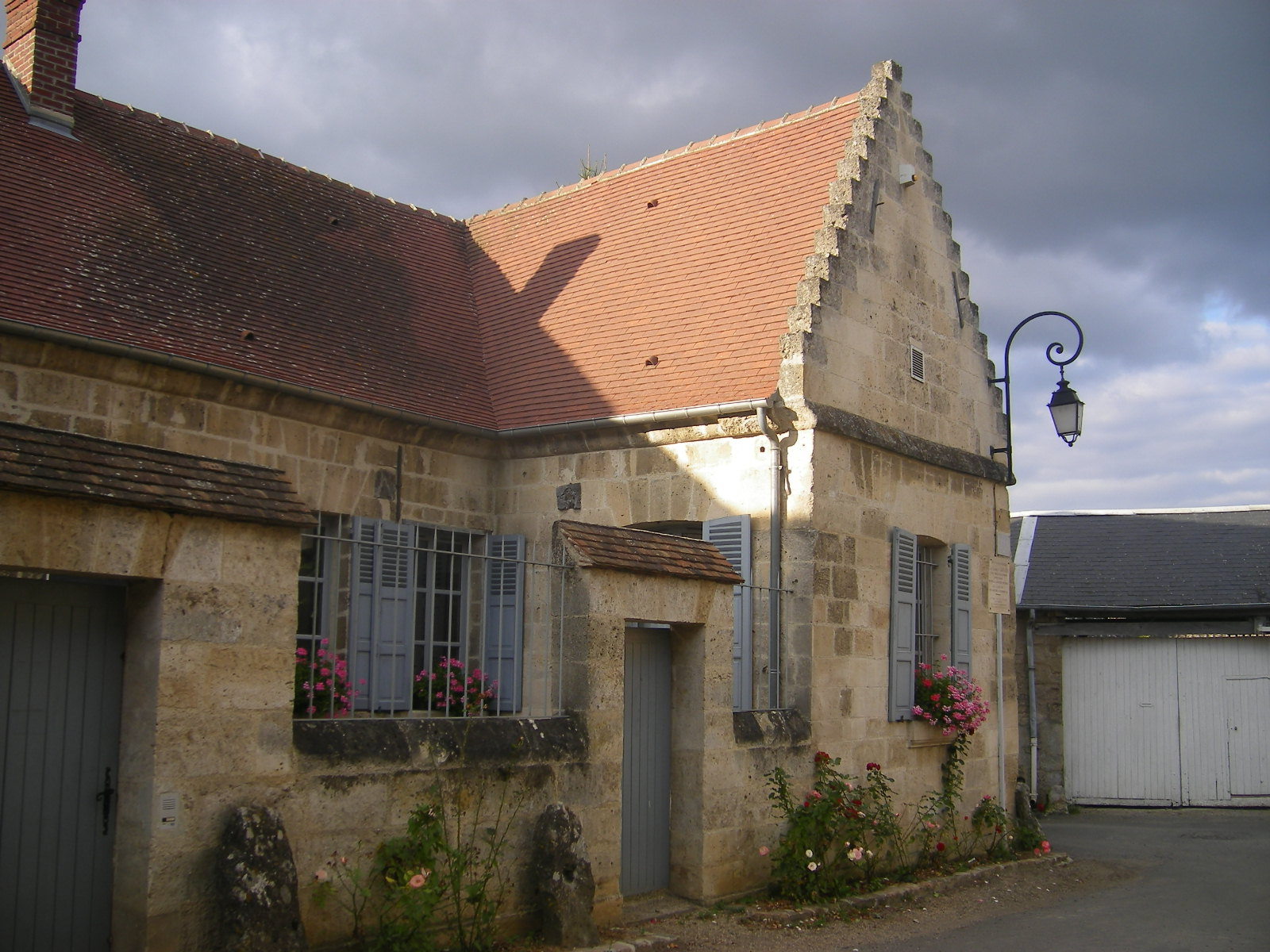
A Saint-Just-ház Blérancourtban (ma múzeum)

Louis Antoine Léon de Saint-Just (Decize, 1767. augusztus 25. – Párizs, 1794. július 28.) 
francia forradalmár és politikus, a Konvent hegypárti képviselője, a jakobinus vezetők egyike, Robespierre közeli barátja és munkatársa.
Saint-Just hamar a forradalom egyik vezéralakjává vált, fiatalsága, valamint politikai következetessége és bátorsága miatt. Bizonyos mértékben a forradalom jakobinus szakaszának, az 1793-as évnek, az egalitariánus köztársaságnak a jelképévé vált. Politikája erősen szociális jellegű volt, a francia parasztságot és a kisbirtokosokat képviselte. Az ideális, spártai ihletésű köztársaságot Köztársasági intézmények (Institutions républicaines) c. művében próbálta felvázolni, melynek csak töredékei maradtak fenn. Napjainkban megítélése ellentmondásos. A francia jobboldalhoz tartozó revizionista történészek (például François Furet) elítélik, az állami terror és a „totalitarizmus” első képviselőjének nevezik, míg a baloldaliak, különösen a kommunisták (például Albert Soboul) a legnagyobb forradalmárok egyikének és a későbbi szocialista forradalmak előfutárának tartják. Ma Blérancourtban a Saint-Just család egykori házában múzeum őrzi emlékét.

## Gyermek- és ifjúkor
1767-ben született Nivernais-ben (a mai Nièvre megye, Burgundia) Decize városban. Édesapja, Louis Jean de Saint-Just de Richebourg (1716–1777) volt, egy picárdiai paraszti származású lovasszázados, aki Decize-ben állomásozva ismerkedett meg a helyi királyi jegyző leányával, Marie-Anne Robinot-val, akit 1766-ban vett feleségül. A család 1769-ben költözött a picárdiai Nampcelle-be, ahol az apa jószágkormányzóként tevékenykedett, majd később átköltöztek a közeli Blérancourt-ba. 1777-ben édesapja meghalt és még ebben az évben elkezdte tanulmányait Soissons-ban a Saint-Nicolas oratoriánus kollégiumban, melyeket 1785-ben fejezett be. Ekkor visszatért Blérancourt-ba, ahol rövid ideig viszonya volt Therèse Gellével, a helyi jegyző lányával, akit az ügy kipattanása után sürgősen férjhez adtak. Ezután Saint-Just kétségbeesésében megszökött hazulról Párizsba, ahol elfogták, és rövid időre intézetbe adták. 1786 szeptemberétől 1787 márciusáig Madame de Saint-Colombe Picpus utcai intézetében tartózkodott.
Ezután Dubois-Descharmes soissons-i ügyésznél helyezkedett el mint másodírnok, majd 1787 októberében beiratkozott a reimsi egyetem jogi karára, 1788. április 15-én szerezte meg diplomáját, majd visszatért Blérancourt-ba. Ekkor írta első művét, az Organt című költeményt, melyben Voltaire nyomán kigúnyolta a hagyományos vallást és a királyságot. Írt egy kisebb színdarabot is (Arlequin-Diogène), amely a hordóba költözött Harlekinről szól.
A forradalom kitörése után bekapcsolódott a helyi politikába, 1790 áprilisában részt vett az Aisne székhelyét eldöntő vitában (Soissons-t támogatta a végül győztes Laon ellenében). 1790. június 3-án megválasztották a nemzetőrség ezredesének, így ő vezethette a július 14-i Föderáció ünnepén részvevő küldötteket Párizsba. Augusztusban levelet írt Robespierre-nek, melyben kérte, hogy támogassa Blérancourtot vásártartási jogának megtartásában.
A helyi politikában a szegényparasztság következetes támogatója volt, részt vett a régi földesúr elleni pereskedésekben. 
1791-ben jelentette meg A forradalom és a francia alkotmány szelleme (L´Esprit de la Révolution et de la Constitution de la France) című művét, ami Montesquieu hatását mutatja.

## A Konvent képviselője
1792. szeptember 5-én beválasztották a Nemzeti Konventbe Aisne képviselőjeként, ő lett a Konvent legfiatalabb tagja (éppen betöltötte a 25 éves alsó korhatárt). Ekkor ismerkedett meg személyesen is Robespierre-rel, és hamarosan a Hegypárt egyik legkövetkezetesebb vezetőjévé vált. 

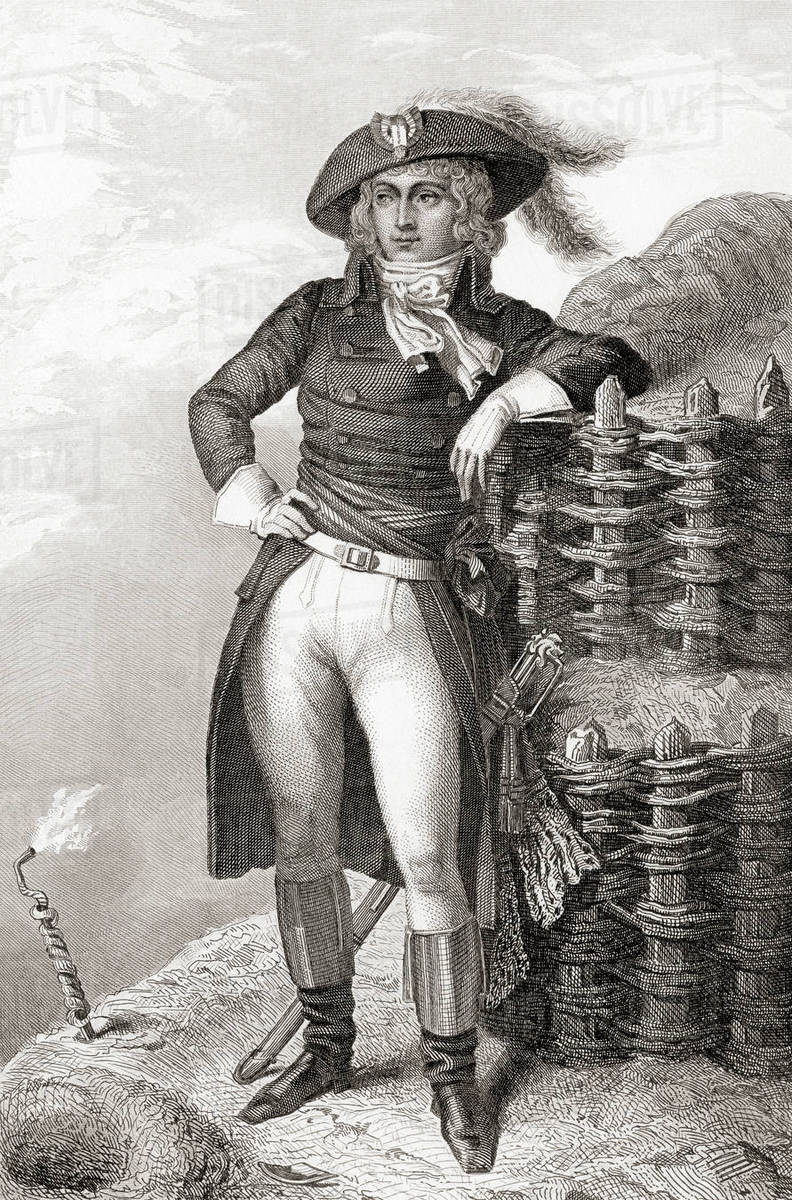
Saint-Just

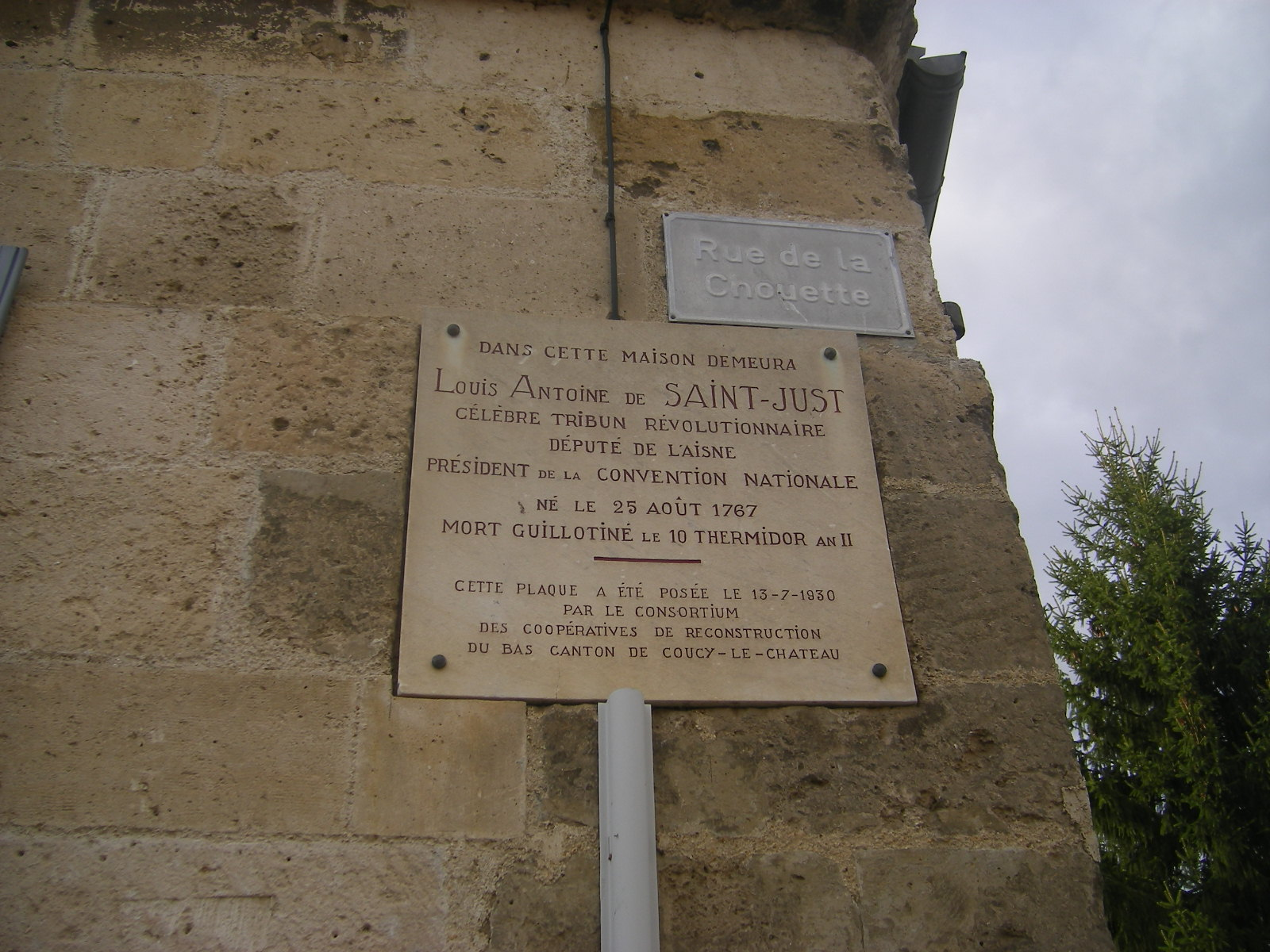
Emléktábla a blérancourti Saint-Just-házon

1792. november 13-án XVI. Lajos perében elmondott beszédével szerzett országos ismertséget. Ebben kijelentette, hogy a királyt nem mint állampolgárt, hanem mint a nép ellenségét kell kivégezni. A beszédnek (és Robespierre teljes támogatásának) oroszlánrésze volt abban, hogy a Konvent a királyt halálra ítélte. 1793 elején főként általános alkotmányjogi, hadügyi problémákkal foglalkozott, a nép felségjogából származó törvényhozó hatalom felsőbbségét támogatta a végrehajtó hatalom fölött. 1793. július 27-én a Közjóléti Bizottság (Comité du Salut Public) tagja lett és részt vett az új alkotmány (az 1793-as demokratikus alkotmány, mely nem lépett életbe) kidolgozásában. 1793. július 8-án tartott beszámolójával a pártharcok tevékeny résztvevője lett, erélyesen lépett fel a girondista politika és a föderalista lázadás ellen. 1793. október végén-november elején barátjával, Philippe Lebas-val mint Konvent-megbízott kiküldetésben volt a Rajnai hadseregnél. Kemény kézzel tettek rendet a hadseregben, többek között több gyáva vagy korrupt parancsnokot letartóztattak. Az Elzászi arisztokrácia körében rekvirálásokat rendeltek el, kényszerkölcsönöket vetettek ki. 1793. december elején újból a Rajnai hadseregnél volt kiküldetésben. Az elzászi jakobinusok véreskezű vezetőjét, Euloge Schneidert az ő utasítására tartóztatták le, és küldték Párizsba. December végén Pichegrut nevezte ki az egyesült Rajna-Moseli seregek élére, majd 1793. december 26-án részt vett Wissembourg elfoglalásában, melynek eredményeként az osztrák csapatok a Rajna mögé szorultak vissza. 1794. január végén-február elején Saint-Just és Lebas az Északi hadseregnél volt kiküldetésben Picardiában.
Saint-Just, mint a kormány tagja a nemzeti egység védelmezője volt és harcolt a (jobb- és baloldali) frakciók ellen. 1794. február 22-én ő terjesztette be a ventôse-i dekrétumokat, amelyek az ellenforradalmárok vagyonának a nép közötti felosztásáról rendelkeztek. Ventôse hónapban (1794. február 19-március 20.) a Konvent elnöki tisztségét is betöltötte. 1794 márciusában és áprilisában vádbeszédeivel döntő szerepet játszott Hébert és Danton frakcióinak felszámolásában. 1794. április 28-án újból kiküldetésbe ment, az Északi hadsereghez, és sikeres haditervet dolgozott ki Maubeuge felmentésére. Június elején visszatért Párizsba, a Közjóléti Bizottság hívására, majd június 13-án ismét az északi arcvonalra indult. Szoros együttműködésben Jourdan tábornokkal 1794. június 26-án a fleurusi csatában elfoglalták Charleroi-t, és ezzel egész Belgium megnyílt a franciák előtt. Június 29-én tért vissza Párizsba, ahol már a Hegypárt vezetőségében is megjelent a frakciózás. Július 23-án megkísérelte összebékíteni a feleket, de sikertelenül.
1794. július 27-én a Robespierre-ellenes összeesküvők elleni beszédét nem engedték a Konventben végigmondani, és letartóztatták Robespierre más híveivel együtt. A párizsi börtönök nem merték a letartóztatott hegypárti vezetőket befogadni, így hamarosan kiszabadultak, és a párizsi Városházán megkísérelték megszervezni a népfelkelést. Ez azonban nem sikerült, a Konvent puccsistákat támogató csapatai elfoglalták a városházát, és másnap (1794. július 28-án avagy thermidor 10-én) a 21 hegypárti vezetőt (Saint-Justöt és Robespierre-t utolsóként) kivégezték.

## Magyarul megjelent művei
- Beszédek és beszámolók; bev., jegyz. Albert Soboul, ford. Remsei Flóra; Gondolat, Bp., 1969
- A természetről, a polgári állapotról, a politikai társadalomról, avagy a független kormányzat elveiről; ford. Ludassy Mária; in: A francia felvilágosodás morálfilozófiája. Válogatás; vál., utószó, jegyz. Ludassy Mária; Gondolat, Bp., 1975 (Etikai gondolkodók)